# 투수콘크리트
투수콘크리트에 대해 설명한다.

## 친환경 무기질 투수콘크리트[1]
최근 도시 가속화로 불투수 면적에서의 빗물표면 유출량증가로 인해 토양으로의 유입이 차단되면서 생태계의 심각한 물 순환 장애가 발생 하게 되었다.
과거에는 지중으로의 우수침투량이 많고, 지표면에서 하천으로 직접흘러가는 표면 유출량이 억제되어 홍수 완화, 지하수의 확보, 수질 정화, 하천 유량이 확보되었으나
급속한 도시화에 의해 콘크리트 빌딩이나, 아스팔트 도로 등 불 침투수면적이 늘어나면서 지중으로의 우수침투량이 줄어들게 되면서 단시간의 지표면에 우수유출량이 증대되었다.
그로 인하여 도시홍수, 지하수 감소, 수질오염, 물 부족, 열섬현상이 나타나게되었다.
- 국내수자원 총량은 연간 1,297억m² 중 이용가능한 수자원량은 58%인 753억m²이나, 그 중 우리는 32%인 420억m²를 바다로 흘려버리고 있다.
- 따라서 실제 이용 가능한 수자원량은 26%뿐이다. 특히 가뭄에서 이용 가능한 수자원량은 평년의 45%로 물 부족이 매년 심화되고 있다.

EDC CEMAX는 기존 유기질계 투수성 포장재의 문제점인 강도와 내구성 부족, 소형 변성, 투수 성능 불량 동절기 결빙, 변색 및 탈색, 우천시 미끄럼, 화학수지노화/용해 환경오염, 단조로운 칼라패턴 등의 결점을 보완한
전혀 새로운 무기질 투수 콘크리트 기술을 개발 하였다.

### EDC CEMAX 친환경 무기질 투수 콘크리트의 특징은 크게 다섯가지로 분류 할 수 있다.
1. 변형이 없다.  →친환경 무기질 투수콘크리트 EDC CEMAX는 무기질 바인더를 사용하기 때문에 시간의 경과에도 변형이 일어나지 않고 품질과 기능이 오랫동안 지속된다.
2. 투수성이 뛰어나다.  →25mm 골재기준의 연속공극률이 30%이상으로서 투수계수는 투수콘크리트 조달품질 기준의 약 9배 이상이며, 물 구배 계획이 필요없을 만큼 투수성이 뛰어남.
3. 강도가 강하다.  →EDC CEMAX는 공극을 유지하면서도 일반콘크리트 수준의 앞축강도와 휨 강도를 확보하며, 기존 유기질계 투수콘과는 달리 양생 시간이 지날수록 구조적으로 안정성을 지님.
4. 시공성이 용이하다.  →수지계통의 바인더를 사용하지 않기 때문에 특별한 설비없이 레미콘 차량으로 제조 배송하여 시공한다. (와이어 매쉬, 줄눈설치, 구배계획이 필요없어 시공이 용이)
5. 친환경적이다. →기존의 유기질계 바인더가 지닌 문제점을 무기질 바인더를 통해 해결 함.
6. 미끄럽지 않고 안전하다.  →미끄럼 저항성은 조달청 품질기준의 2배 이상이며, 친환경적인 수성도료를 사용하여 도색을 한 이후에도 지속적으로 유지 됨.
7. CEMAX 전용 도료를 사용한다.   →투수콘크리트용 친환경 수용성 도료를 개발 하였다. (다양한 색상과 디자인 연출 가능)
8. 도시열섬방지도료 CEMAX HEATTECH을 사용한다.  →도시의 물 순환 장애와 열섬화 문제를 동시에 해결할 수 있는 최상의 LID(저영향개발)솔루션.

1. ↑  “EDC LIFE”. 2018년 10월 19일에 확인함.